# Piero Soderini
Piero Soderini ou Piero di Tommaso Soderini, também conhecido como Pier Soderini (18 de maio de 1450 — 13 de junho de 1522), foi um político florentino. Governou o estado de Florença no período renascentista.